# (194) Procné
Pour les articles homonymes, voir Procné.
(194) Procné est un astéroïde de la ceinture principale découvert par Christian Peters le 21 mars 1879. Son nom fait référence à Procné, la sœur de Philomèle dans la mythologie grecque.

## Compléments